# 市立釧路総合病院
市立釧路総合病院（しりつくしろそうごうびょういん）は、北海道釧路市にある病院（市区町村立病院）。

## 概要
道東ドクターヘリの基地病院になっており、釧路・根室圏や北網圏に加えて十勝圏でもドクターヘリの運航を始めている。地方センター病院、北海道災害拠点病院、地域周産期母子医療センター、へき地医療拠点病院、地域がん診療連携拠点病院などに指定されている第3次医療圏（釧路・根室圏）の中核病院になっている。施設の老朽化、狭隘化、医療機能の分断化が進んでいるため、新棟を建設している。完成予定は2027年3月末である。

## 沿革
- 1872年（明治05年）：「官立釧路病院」として開設[7]。
- 1874年（明治07年）：「官立根室病院釧路出張病院」と改変[7]。
- 1876年（明治09年）：「官立厚岸病院釧路出張病院」と改変[7]。
- 1911年（明治44年）：町立釧路病院附属釧路隔離病舎開設（1919年廃止）[7]。
- 1912年（明治45年）：移転改築[7]。
- 1913年（大正02年）：真砂町（現在の浦見町）に分院開設[7]。
- 1920年（大正09年）：「区立釧路病院」と改称[7]。
- 1922年（大正11年）：市制施行に伴い、「市立釧路病院」と改称。
- 1924年（大正13年）：幣舞町に移転改築[7]。
- 1928年（昭和03年）：現在の柏木町付近に市立釧路湖畔病院（隔離病舎）開設（1956年廃止）[7]。
- 1951年（昭和26年）：12月2日、病院内で火災が発生、建物の一部と周囲の家屋7戸が焼失。死者15人[8]。
- 1958年（昭和33年）：総合病院となる[7]。
- 1968年（昭和43年）：市立釧路高等看護学院（釧路市立高等看護学院）開設[7]。
- 1984年（昭和59年）：春湖台に移転改築[7]。
- 2005年（平成17年）：阿寒町・音別町と合併した新・釧路市誕生に伴い、阿寒病院と会計を統合した「釧路市病院事業」となる[7]。
- 2006年（平成18年）：新精神科棟完成[7]。
- 2007年（平成19年）：ヘリポート完成[7]。増改築[7]。
- 2009年（平成21年）：道東ドクターヘリ運航開始[7]。
- 2010年（平成22年）：救急外来本施行[7]。
- 2015年（平成27年）：『自治体立優良病院』会長表彰受賞[9]。

## 機関指定
| 国民健康保険療養取扱機関                     | 応急入院指定病院                       |
| 健康保険法保健医療機関                       | エイズ治療拠点病院                     |
| 救急告示病院（救急指定病院）                 | 第二種感染症指定医療機関               |
| 救命救急センター                             | 地域がん診療連携拠点病院               |
| 労災保険指定病院                             | 地域周産期母子医療センター             |
| 公務災害指定病院                             | 肝疾患専門医療機関                     |
| 生活保護法指定病院                           | 災害拠点病院                           |
| 母体保護法指定医                             | へき地医療拠点病院                     |
| 結核予防法指定病院                           | DMAT（災害派遣医療チーム）指定医療機関 |
| 性病予防法指定病院                           | 地域センター病院                       |
| 養育医療指定病院                             | 地方センター病院                       |
| 自立支援医療指定病院（更生・育成・精神通院） | 臨床研修指定病院                       |
| 身体障害者福祉法指定病院                     | DPC（診断群分類包括評価）対象病院      |
| 原子爆弾被爆者一般疾病医療取扱病院           | 精神保健法指定医療機関                 |

## 診療科等
診療科
- 消化器内科
- 心臓血管内科
- 呼吸器内科
- 小児科
- 外科
- 心臓血管外科
- 整形外科
- 脳神経外科
- 皮膚科
- 泌尿器科
- 産婦人科
- 耳鼻咽喉科
- 眼科
- 精神神経科
- 麻酔科
- 放射線治療科
- 歯科・口腔外科
- 形成外科

部門
- 看護部
- 医療連携相談室
- 薬剤部
- 検査科
- 放射線技術部門
- リハビリテーション科
- 栄養科
- 化学療法室
- 検診室
- チーム医療
- 事務部

## 施設認定
| 日本内科学会認定制度認定教育施設                      | 日本消化器病学会認定施設                           |
| 日本消化器内視鏡学会認定指導施設                      | 日本臨床腫瘍学会認定研修施設                       |
| 日本がん治療認定医機構認定研修施設                    | 日本消化管学会胃腸科指導施設                       |
| 日本リウマチ学会教育施設                              | 日本循環器学会認定循環器専門医研修病院             |
| 日本外科学会外科専門医制度修練施設                    | 日本消化器外科学会関連施設                         |
| 日本呼吸器外科学会関連施設                            | 日本胸部外科学会認定医制度関連施設                 |
| 日本乳癌学会関連施設                                  | 日本整形外科学会専門医制度研修施設                 |
| 日本脳神経外科学会訓練医専門施設                      | 日本麻酔科学会麻酔科認定病院                       |
| 日本ペインクリニック学会指定研修施設                  | 日本小児科学会小児科専門医制度専門医研修施設       |
| 日本産科婦人科学会認定医制度卒後研修指導施設          | 日本皮膚科学会皮膚科専門医研修施設                 |
| 日本泌尿器科学会泌尿器科専門医教育施設                | 日本耳鼻咽喉科学会認定耳鼻咽喉科専門医制度研修施設 |
| 日本眼科学会専門医制度研修施設                        | 日本病理学会研修認定施設                           |
| 呼吸器外科専門医合同委員会関連施設                    | 心臓血管外科専門医認定機構認定修練施設             |
| 日本脳卒中学会研修教育病院                            | 日本周産期・新生児医学会専門医制度暫定研修施設     |
| 日本精神神経学会精神科専門医制度研修施設              | 日本救急医学会救急科専門医指定施設                 |
| 日本静脈経腸栄養学会NST（栄養サポートチーム）稼動施設 |                                                    |

## アクセス・駐車場
- くしろバス・阿寒バス「市立釧路総合病院前」バス停下車
- 北海道旅客鉄道（JR北海道）釧路駅から車で約8分
- 駐車場：520台（身障者用13台）

## 新棟建設
2018年現在、現病棟が築30年を超えたことから新たな病棟建設が計画され、2015年から実施設計が行われていた。しかしながら2018年3月末の納期までに成果品が納入されなかったため、釧路市は同年5月に実施設計を行ってきた業者との契約を解除。年度内の建設着手を断念している。